# گشتاور لرزه‌ای
گشتاور لرزه‌ای یا گشتاور زمین‌لرزه (انگلیسی: Seismic moment) کمیتی است که در لرزه‌شناسی برای اندازه‌گیری ابعاد و بزرگی زمین‌لرزه به‌کار می‌رود.
گشتاور لرزه‌ای {\displaystyle M_{0}}
با معادله {\displaystyle M_{0}=\mu AD} تعریف می‌شود که در آن:
- {\displaystyle \mu } نشان‌دهنده مدول برشی سنگ‌های درگیر در زمین‌لرزه (بر حسب پاسکال (Pa) یعنی نیوتن بر متر مربع) است.
- {\displaystyle A} نشان‌دهنده ناحیه گسیختگی در امتداد گسل محل وقوع زمین‌لرزه (بر حسب متر مربع) است.
- {\displaystyle D} نشان‌دهنده میانگین لغزش (جابه‌جایی و تغییر مکان بین دو طرف گسل) در محل {\displaystyle A} (بر حسب متر).

بنابراین {\displaystyle M_{0}} دارای ابعاد گشتاور نیرو است که با نیوتون-متر اندازه‌گیری می‌شود. رابطه میان گشتاور لرزه‌ای و گشتاور نیرو در نمایش معادل نیروی بدنه در منابع لرزه‌ای به‌صورت دو زوج طبیعی است (یک جفت نیرو با گشتاور مخالف جفت می‌شود)؛ یعنی گشتاور لرزه‌ای برابر با گشتاور نیروی هر یک از دو زوج است. با وجود داشتن ابعاد مشابه انرژی، گشتاور لرزه‌ای معیاری برای سنجش انرژی نیست. روابط میان گشتاور لرزه‌ای، افت انرژی پتانسیل و انرژی تابشی، غیرمستقیم و تقریبی هستند.